# Saint-Pierre-en-Val
Saint-Pierre-en-Val – miejscowość i gmina we Francji, w regionie Normandia, w departamencie Sekwana Nadmorska.
Według danych na rok 1990 gminę zamieszkiwało 978 osób, a gęstość zaludnienia wynosiła 127 osób/km² (wśród 1421 gmin Górnej Normandii Saint-Pierre-en-Val plasuje się na 246. miejscu pod względem liczby ludności, natomiast pod względem powierzchni na miejscu 488.).